# 10-es busz (Budapest)
A budapesti 10-es jelzésű autóbusz az Örs vezér tere és az Expó tér között közlekedik, körjárati jelleggel. A vonalat a Budapesti Közlekedési Zrt. üzemelteti. A járműveket a Cinkotai autóbuszgarázs állítja ki.
A Budapesti Vásárközpont területén tartandó kiállítások és rendezvények esetén a járat a meghirdetett menetrenden felül sűrűbben, csuklós autóbuszokkal és az adott program teljes nyitvatartásához igazodva közlekedik.

## Története
2017. július 3-ától a 100-as busz 10-es jelzéssel közlekedik, változatlan útvonalon. 2018. július 2-ától nem áll meg a Kerepesi úti Örs vezér tere megállóhelyen.

## Útvonala
| Örs vezér tere → Expo tér → Örs vezér tere (körforgalom) | Örs vezér tere → Expo tér → Örs vezér tere (körforgalom) |
| --- | -------------------------------------------------------- |
| Örs vezér tere M+H vá. – Fehér út – Albertirsai köz – Albertirsai út – Expo tér – Albertirsai út – Kerepesi út – Örs vezér tere – Fehér út – Örs vezér tere M+H vá. |                                                          |

## Megállóhelyei
| 0  | Örs vezér tere M+H induló végállomás | |
| 1  | Albertirsai köz                      | |
| 2  | Kőbánya felső vasútállomás           | 37, 37A S60 G60 Z60 S80 |
| 3  | IV. kapu                             | |
| 3  | III. kapu                            | |
| 4  | II. kapu                             | |
| 5  | Vásárközpont, főbejárat              | |
| 5  | Expó tér                             | |
| 7  | Kerepesi út                          | 130 80 |
| 8  | Pillangó utca M                      | |
| 10 | Örs vezér tere M+H érkező végállomás | 31, 32, 44, 45, 67, 85, 85E, 97E, 131, 144, 161, 161A, 161E, 168E, 169E, 174, 176E, 231, 244, 276E, 277 80, 81, 82, 82A 3, 62, 62A 410, 419, 430, 440, 441, 484, 485, 486, 505, 508, 509, 510 1040, 1049, 1070, 1075, 1077, 1078 |

## Képgaléria

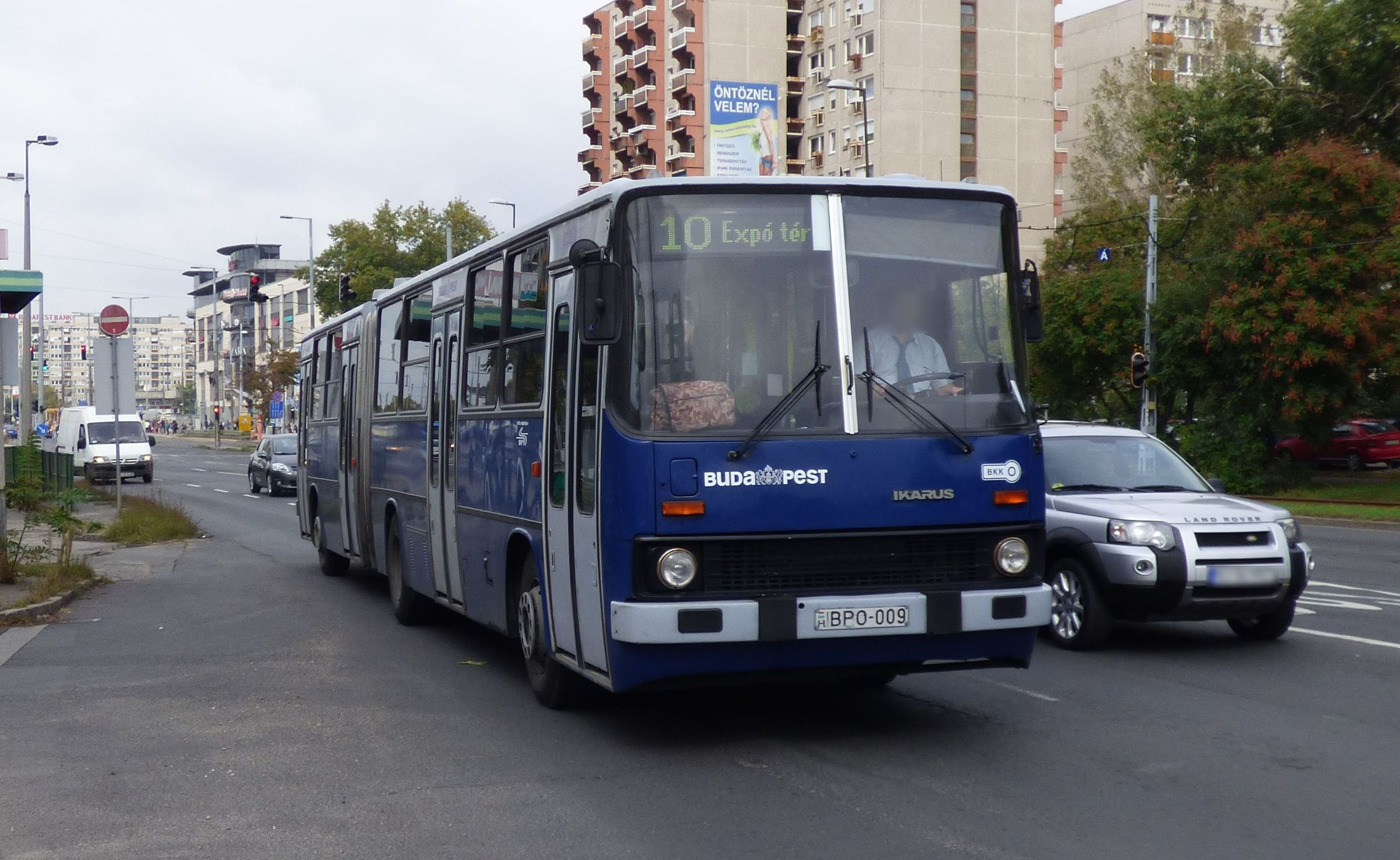
Rendezvények idején
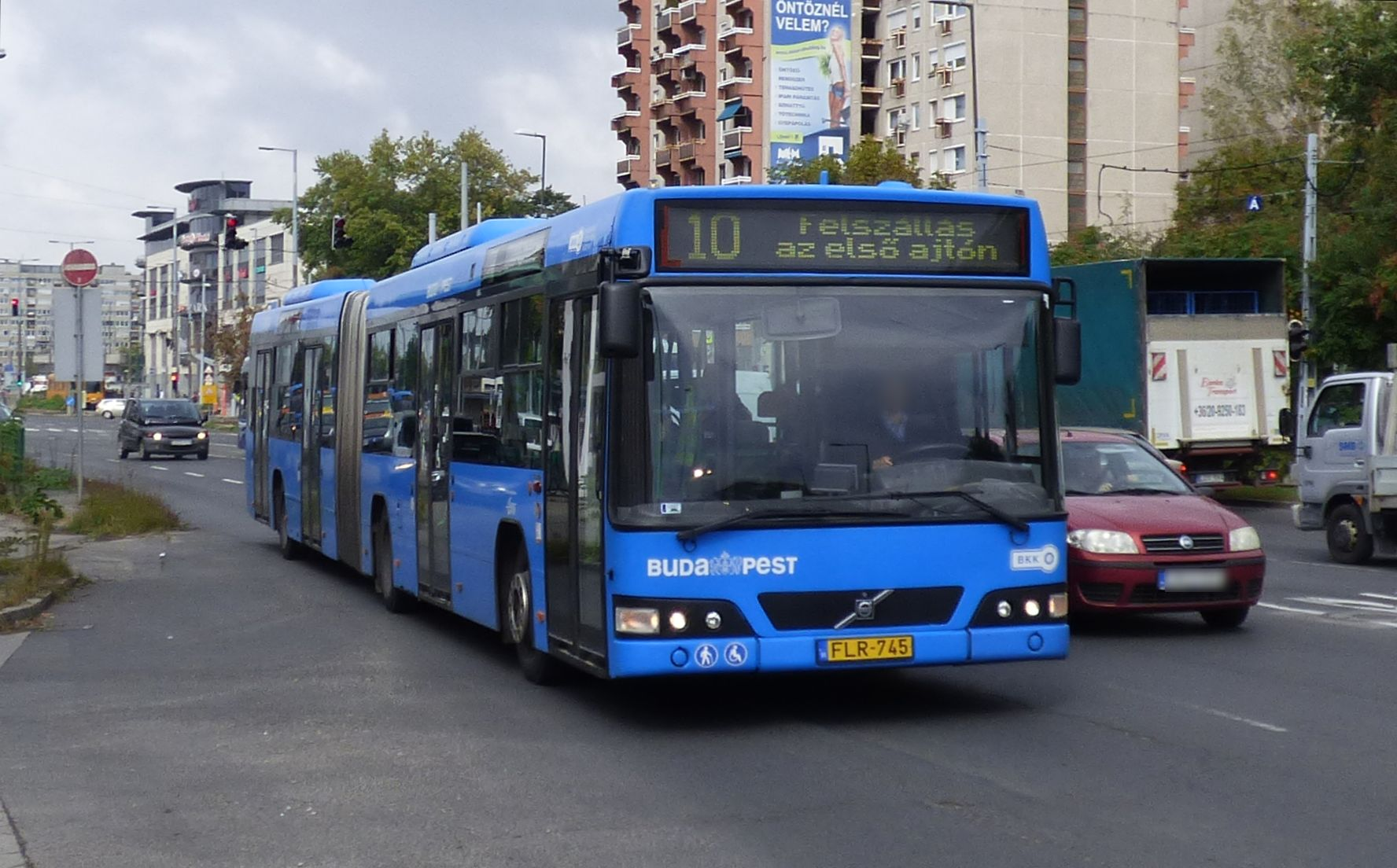
csuklós buszok járnak